# Donnerbühl/Stadtbach
Donnerbühl/Stadtbach ist ein Quartier der Stadt Bern. Es gehört zu den 2011 bernweit festgelegten 114 gebräuchlichen Quartieren und liegt im Stadtteil II Länggasse-Felsenau, dort im statistischen Bezirk Stadtbach. Es grenzt an die Quartiere Muesmatt, Länggasse, Grosse Schanze und an die Bahnanlagen von SBB Depot/Welle.
Donnerbühl wurde auch als Dornbühl bezeichnet und sei ein Teil des Hügelbogens um Bern. Man vermutet, dass dort die Schlacht am Dornbühl stattfand. Donnerbühl war später immer ein "reiches Villenviertel mit schöner Aussicht". Der ebenfalls namensgebende Stadtbach ist ein im 13. Jahrhundert in die Stadt umgeleiteter Bach.
Im Jahr 2022 lebten im Quartier 1518 Einwohner, davon 1117 Schweizer und 401 Ausländer. Die Wohnbebauung ist verschiedenen Epochen zuzuordnen und umfasst Villen,  Mehrfamilien- und wenige Reihenhäuser.
Im Quartier haben vor allem am Südhang zur Bahnlinie einige Unternehmen und Verbände ihren Sitz, so der Schweizerische Nationalfonds, der Schweizer Tourismus-Verband und das Amt für Informatik und Organisation des Kantons Bern (KAIO).